# Diatrypa tolteca
Diatrypa tolteca är en insektsart som beskrevs av Henri Saussure 1874. Diatrypa tolteca ingår i släktet Diatrypa och familjen syrsor. Inga underarter finns listade i Catalogue of Life.